# Colline de Senlac
Pour les articles homonymes, voir Senlac.
La colline de Senlac (en anglais Senlac Hill) est un lieu situé dans la localité anglaise de Battle, dans le comté du Sussex de l'Est, où Guillaume le Conquérant combattit Harold II d'Angleterre durant la bataille d'Hastings le 14 octobre 1066.